# Радомир Томић
Радомир Томић (Волга, 23. децембар 1952) српски је професор хармонике, бивши директор Музичке школе „др Милоје Милојевић“ и бивши декан Филолошко-уметничког факултета Универзитета у Крагујевцу. Истиче се као један од најбољих професора хармонике у свету и сматра се да је утемељио хармонику као музички инструмент и оставио трајан траг на музичку уметност у Србији, па и ван њених граница.

## Биографија
Радомир Томић рођен је у сеоском насељу Волга у данашњој Русији. 1956. године прелази у Крагујевац, где завршава основно образовање са Вуковом дипломом, и Прву крагујевачку гимназију као најбољи у ђак генерацији. Истовремено je похађао основно и средње образовање у Музичкој школи „др Милоје Милојевић”, где дипломира на одсеку за хармонику, као најистакнутији ученик од њеног оснивања.
Осваја многа републичка, савезна и међународна такмичења младих музичара и математичара.
При завршетку Музичке школе, проводи годину дана студирајући на Електротехничком факултету и Музичкој академији у Београду, међутим, према одлуци Министарства просвете упућен на студије у Москву, на институт „Гњесини”. Ту се упознаје са највећим уметницима светског формата и стиче искуство које пресудно утиче на његов предстојећи уметнички и педагошки рад. 1972. године завршава студије, при чему се враћа у Крагујевац.
Године 1980. почиње да ради као први српски професор хармонике у Музичкој школи „др Милоје Милојевић“ у Крагујевцу, где, за дванаест година педагошког рада, извршава реформу средњег музичког образовања, утврђује хармонику као уметнички инструмент и ствара услове за отварање студијске групе за хармонику на високошколским институцијама. 1992. године, ступа на дужност директора у истој школи. Покреће и оснива, 1998. године, студијски програм хармонике и постаје универзитетски професор, у звању доцента, на Наставном одељењу у Крагујевцу Факултета музичке уметности из Београда. Од 2000. године ангажован је и на Музичкој академији у Источном Сарајеву. 2002. године, као један од оснивача Филолошко-уметничког факултета Универзитета у Крагујевцу, Радомир Томић добија звање редовног професора на Катедри за хармонику на истој институцији. Шест година касније, 2015. године, постаје декан и обавља ту функцију до 2018. године.
Добитник је великог броја признања и награда у својој струци, поред чега није ретка награда студената његове класе „Прваци света”.
Поводом Радомировог јубиларног седамдесетог рођендана, 23. децембра 2022. године, његове бивше колеге су организовале прославу, за коју је направљена кратка књига о његовим успесима, достигнућима и животу.

## Педагошка биографија

### 1980-1992. – професор хармонике у Музичкој школи „др Милоје Милојевић“ у Крагујевцу
Први је српски професор хармонике у Музичкој школи „др Милоје Милојевић“, за дванаест година од 1980. до 1992. реформише наставу хармонике у школи, постепено проширујући њен утицај на друга градове у Србији. Промењује наставне планове и програме за ученике средње музичке школе увођењем највиших професионалних захтева академског нивоа. Преусмерио је професионалне опредељености ученика отварањем перспективе студирања на иностраним факултета и поставља високе уметничке циљеве, инсистирајући на свестраном образовању.
Увео је наставу савремених модела хармонике са великим техничким и интерпретативним могућностима, користећи литературу, састављену искључиво од квалитетних дела реномираних аутора.
Позиционирао је град Крагујевац као најјачи музички центар Југославије за хармонику у области класичне музике, па и шире. Захваљујући њему школа је добила статус једне од водећих европских средњих школа за хармонику, и ученици на одсеку хармонике постижу изузетне међународне успехе на свим такмичењима на простору бивше СФРЈ.
Постаје стални члан жирија на домаћим и интернационалним такмичењима највишег ранга, као што су Републичко такмичење, Савезно такмичење, Европски трофеј, Светски трофеј и Светски куп.
У овом периоду дипломира преко тридесет ученика од којих ће, готово сви, завршити студије на високим школама у иностранству (Москва, Кијев, Харков, Минск, Одеса, Братислава, Вајмар, Хановер, Тросинген, Диселдорф)

### 1992-2014. – директор Музичке школе „др Милоје Милојевић“ у Крагујевцу
1992. године ступа на позицију директора школе и формира најстручнији кадар у настави хармонике, поставља нове и више циљеве у раду са ученицима, организује летње и зимске мајсторске курсеве са учешћем најпознатијих педагога из иностранства и предводи организацију Интернационалног фестивала уметника хармонике. Стручно сарађује са младим колегама и талентима, и уздише квалитет наставе на највиши ниво.
Многи талентовани ученици школе побеђују на најзначајнијим европским такмичењима и доприносе угледу Крагујевца и Србије.
Паралелно са педагошким радом унапређује рад школе надоградњом зграде и проширењем капацитета, удвостручава број ученика и наставног кадра, уводи у наставу нове инструменте: контрабас, саксофон, трубу, рог (хорну), тромбон, гитару, тамбуру и харфу. Отвара се издвојено одељење у Книћу са циљем ширења мреже музичких школа у оквиру Шумадијског региона и организује рад школе у складу са новим прописима Министарства просвете Републике Србије.
Музичка школа „др Милоје Милојевић“ у Крагујевцу, захваљујући Радомиру, постаје најистакнутија школа у Србији, остваривши низ великих успеха на такмичењима како у земљи, тако у иностранству. 1996. године Школа добија најзначајније признање града Крагујевца – Октобарску награду.
1998. организује отварање Наставног одељења Факултета музичке уметности из Београда у Крагујевцу са две студијске групе: Хармоника и Општа музичка педагогија. Ствара наставни план и програм за основне и последипломске студије по узору на високе европске стандарде.
Истиче се као први наставник хармонике (доцент, 1998-2002) на високошколској установи.
Захваљујући активности и иницијативом Радомира Томића, уводи се настава хармонике на Академији лепих уметности у Београду, Факултету уметности у Нишу, Музичкој академији у Источном Сарајеву и на Музичкој академији на Цетињу; за многе прве наставнике одабрани су некадашњи Радомирови ђаци.
Био је члан радне групе Универзитета у Крагујевцу за трансформацију Наставног одељења Факултета музичке уметности из Београда у музички одсек Филолошко-уметничког факултета у Крагујевцу, што се и реализује 2002. године, оснивањем Музичког одсека у оквиру ФИЛУМ-а. Међу оснивачима био је и Радомир Томић. Ступа на истом факултету као наставник на предметима Хармоника, Методика наставе хармонике, Историјат хармонике и Камерна музика, а 2009. постаје редовни професор.
Био је ментор у Музичкој школи на одсеку Хармонике, који је био одсек са највећим светским угледом и признањима захваљујући њему.
Одржава велики број мајсторских курсева, семинара и предавања у Србији.
Креира Наставне планове и програме за основне и магистарске студије хармонике на факултетима у Крагујевцу (ФИЛУМ), Сарајеву (ФМУ), Београду (ФСУ).

### 2014-данас – бивши декан ФИЛУМ-а и редовни професор у пензији
2015. године ступа на позицију декана Филолошко-уметничког факултета Универзитета у Крагујевцу.
2018. године Радомир Томић одлази у пензију.

## Награде и признања
- 2000. Награда светске асоцијације за хармонику за изузетан допринос развоју уметности на хармоници[1]
- 2005. Плакета интернационалне манифестације „Дани Хармонике” у Смедереву за стручни, уметнички и едукативни допринос развоју и свеукупној афирмацији манифестације, као и постигнуте педагошке резултате, поводом десетогодишњег јубилеја[1]
- 2006. Мајсторско писмо и Велика повеља признања „Даридарје српству” Крунског културног центра „Српска круна” у спомен очувања српске културе, духа, најбољих мајсторских остварења, обичаја, језика, мисли, лепоте, племенитости и јединства у добрим делима, поводом две стотине година од подизања Првог српског устанка у Србији[1]
- 2006. Сертификат Астрономског друштва „Космос-Земља”, Москва, којим се звезди у сазвежђу Лира додељује име „Радомир Томић”; датум регистрације у каталогу 27. априла 2006. године.[1]
- 2006. Признање организатора Међународног такмичења „Acco Holiday” у Кијеву - Сертификат Високе лиге „Елита светске хармонике” за изузетне заслуге и значајан допринос развоју савремене извођачке уметности на хармоници[1]
- 2010. „Сребрни диск” - највиша награда Руске музичке академије, за вишедеценијски допринос афирмацији хармонике као уметничког инструмента.[1]
- 2011. Признање за успешно промовисање Музичке академије у Источном Сарајеву на домаћој и међународној концертној сцени[1]
- 2012. Захвалница ФИЛУМ-а за допринос раду и развоју Факултета поводом десетогодишњег јубилеја[1]

## Награде студената Радомира Томића на такмичењима и фестивалима у Србији и иностранству
Ученици и студенти професора Томића освојили су више од 300 награда на најзначајнијим такмичењима у Србији, Хрватској, Италији, Француској, Немачкој, Португалији, Холандији, Енглеској, Шкотској, Норвешкој, Андори, Шпанији, САД-у, Венецуели, Аустралији...
Међу истакнутијима су:
- 2000. Републичко такмичење у Београду

Драган Марковић - 1. награда жирија
Славица Већовић - 2. награда
- 2000. Савезно такмичење у Београду

Драган Мирковић - специјална награда
- 2001. Међународно такмичење „Светски куп”, Лондон, Уједињено Краљевство

Бранко Џиновић - 1. место
- 2003. Међународно такмичење „Светски трофеј”, Италија

Јелена Милојевић - 1. место
- 2004. Међународно такмичење, Арасате, Шпанија

Милан Лазић - 1. награда публике
- 2005. Међународно такмичење „Светски куп”, Лисабон, Португалије

Марко Милетић - 2. место
- 2005. Међународно такмичење, Пула, Хрватска

Милан Лазић - 1. место
- 2006. Међународно такмичење, Кастелфидардо, Италија

Марко Милетић - 3. место
- 2008. Међународно такмичење „Светски куп”,  Глазгов, Шкотска

Марко Милетић - 1. место
- 2014.  XVI Међународно такмичење хармоникаша, Лозница

Ђорђе Васиљевић - награда
- 2015. Међународни фестивал хармонике, Тиват, Црна Гора

Ђорђе Васиљевић - 1. награда
Филип Новаковић - 2. награда
- 2016. Међународни фестивал хармонике, Тиват, Црна Гора

Младен Милошевић - 1. награда
Филип Новаковић - 2. награда
- 2016. XXI Интернационална манифестација „Дани хармонике”, Смедерево

Младен Милошевић - 1. награда

## Мајсторски курсеви и семинари
- Интернационални фестивал уметника хармонике – Крагујевац (2001, 2002, 2003, 2006, 2007, 2008, 2009, 2010, 2011, 2012, 2014, 2015).
- Међународна манифестација „Дани хармонике” – Смедерево (2000, 2005, 2010).
- Музичке радионице за наставнике и ученике – Нови Сад (2000, 2001); Шабац (2000, 2001, 2002, 2003, 2004, 2005); Врање (2003).
- Семинар за наставнике и студенте – ОКУД „Истра” и Музички одсек Филозофског факултета – Пула (2005, 2006, 2012).
- Кањижа (2006, 2009) – акредитовани семинари.
- Београд (2009, 2016) – акредитовани семинар.
- Крагујевац (2012) – акредитовани семинар.
- Нови Сад (2012) – акредитовани семинар.
- Сремски Карловци (2011) – акредитовани семинар.[1]

## Рад у стручним жиријима[1]
- Међународна манифестација „Дани хармонике“ – Смедерево (2000, 2001, 2002, 2004, 2005, 2006, 2007, 2009, 2010, 2015, 2016, 2017)
- Београдски фестивал хармонике – Београд (2016, 2018)
- Међународни фестивал „Вива хармоника” – Алексинац (2018)
- Такмичење хармоникаша – Лозница (2016, 2017)
- Међународно такмичење „Звездане стазе“ – Крагујевац (2004, 2005, 2007, 2008, 2009, 2010, 2011, 2012, 2013, 2014, 2015, 2016, 2017, 2019)
- Међународно такмичење „Светски куп“ – Крагујевац (2000)
- Међународно такмичење „Акордеон Арт” – Источно Сарајево, Босна и Херцеговина (2016)
- Међународно такмичење „Дани Фолкландске музике“ – Клингентал, Немачка (2000, 2001, 2002, 2005, 2006, 2012)
- Међународно такмичење бајаниста и акоредониста – Москва, Русија (2000, 2010)
- Међународно такмичење бајаниста и акордеониста – Чељабинск, Русија (2001) (председник жирија)
- Међународно такмичење „Награда Кастелфидарда“ – Кастелфидардо, Италија (2002)
- Међународно такмичење – Харбин, Кина (2010)
- Међународно такмичење „Сусрети хармоникаша и хармоникашких оркестара“ – Пула, Хрватска (2003, 2005, 2006, 2011, 2012)
- Међународно такмичење „Фестивал извођачке уметности на хармоници – Acco Holiday“ – Кијев, Украјина (2006, 2007, 2008.)
- Међународни фестивал хармонике – Тиват, Црна Гора (2014, 2015, 2016)[1]